# Jozef Buday
Jozef Buday (28. ledna 1877 Trenčín – 15. listopadu 1939 Leopoldov) byl římskokatolický kněz, slovenský a československý politik, meziválečný poslanec a senátor Národního shromáždění za Hlinkovu slovenskou ľudovou stranu, koncem 30. let poslanec Sněmu Slovenskej krajiny.

## Biografie
Na přelomu let 1919–1920 byl po dobu věznění Andreje Hlinky (kvůli jeho snahám předložit mírové konferenci v Paříži požadavek slovenské autonomie) dočasně faktickým předsedou Slovenské ľudové strany. V následujících letech pak v rámci strany hrál roli politického matadora a představitele zkušené starší generace. V roce 1923 byl jedním ze čtyř místopředsedů strany.
V letech 1918–1920 zasedal v Revolučním národním shromáždění. V parlamentních volbách v roce 1920 získal za Hlinkovu slovenskou ľudovou stranu (před rokem 1925 oficiální název Slovenská ľudová strana) poslanecké křeslo v Národním shromáždění. Zvolen byl na společné kanditátce Slovenské ľudové strany a celostátní Československé strany lidové. Dohodu o spojení vyjednával Jozef Buday v březnu či dubnu 1920 přímo s Janem Šrámkem. V roce 1921 ovšem slovenští poslanci vystoupili ze společného poslaneckého klubu a nadále již fungovali jako samostatná politická formace. V parlamentních volbách v roce 1925 mandát obhájil.
V parlamentních volbách v roce 1929 získal senátorské křeslo v Národním shromáždění. Mandát obhájil v parlamentních volbách v roce 1935 a v následujícím volebním období byl místopředsedou senátu. V senátu setrval do jeho zrušení roku 1939. Po Mnichovu se v říjnu 1938 podílel za HSĽS na dojednávání Žilinské dohody coby společné platformy slovenských stran ve prospěch autonomie a byl jedním ze signatářů její finální verze.
V prosinci 1938 byl zvolen ve volbách do Sněmu Slovenskej krajiny. V rámci Slovenského sněmu zastával post předsedy poslaneckého klubu HSĽS.
Profesí byl podle údajů k roku 1925 kanovníkem v Nitře.